# IC 3951
IC 3951 ist eine Spiralgalaxie vom Hubble-Typ S im Sternbild Coma Berenices am Nordsternhimmel, die schätzungsweise 865 Millionen Lichtjahre von der Milchstraße entfernt ist.

Im selben Himmelsareal befinden sich u. a. die Galaxien IC 3938, IC 3939, IC 3950, IC 3965.
Das Objekt wurde am 27. Januar 1904 von Max Wolf entdeckt.